# Possession Bay
Die Possession Bay (englisch für Besitz-Bucht) ist eine 3,2 km weite Bucht, die 8 km ins Landesinnere Südgeorgiens reicht. Ihre Einfahrt liegt südöstlich des Black Head an der Nordküste der Insel.

## Geschichte
Die Bucht wurde 1775 von einer britischen Expedition unter James Cook entdeckt und benannt. Hier landete Cook erstmals auf Südgeorgien und nahm das entdeckte Land für seinen Auftraggeber in Besitz, woraus auch der Name resultiert.
Cook unternahm erste Landungen, Untersuchungen und Kartografierungen in Südgeorgien. Wie von der Admiralität beauftragt, nahm er am 17. Januar 1775 für das Vereinigte Königreich Besitz von der Insel und nannte sie Isle of Georgia zu Ehren des damaligen britischen Monarchen Georg III. Der deutsche Naturforscher Georg Forster, der Cook an diesem Tag während seiner drei Landungen an verschiedenen Plätzen begleitete, schrieb:
„Hier entfaltete Captain Cook die britische Flagge und führte die Zeremonie der Inbesitznahme dieser unfruchtbaren Felsen durch, im Namen Seiner Britischen Majestät und seinen Erben bis in alle Ewigkeit. Eine Salve von zwei oder drei Musketen wurde abgefeuert.“
Cook selbst schrieb in sein Logbuch:
"Das Ende der Bucht […] war abgeschlossen durch eine große Masse Eises und Schnees von riesigen Ausmaßen, es wies eine lotrechte Klippe von bemerkenswerter Höhe auf, gerade wie die Seite einer Eisinsel; Stücke brachen fortwährend ab und trieben aufs Meer. Ein großer Abbruch geschah, während wir in der Bucht waren; es gab ein Geräusch wie eine Kanone. Die inneren Teile des Landes waren nicht weniger wild und schrecklich […] die wilden Berge erhoben ihre erhabenen Gipfel, bis sie in den Wolken verschwanden, und die Täler lagen begraben unter ewigem Schnee. Weder ein Baum war zu sehen noch ein Strauch groß genug, um auch nur einen Zahnstocher daraus zu machen."